# Magic Roundabout

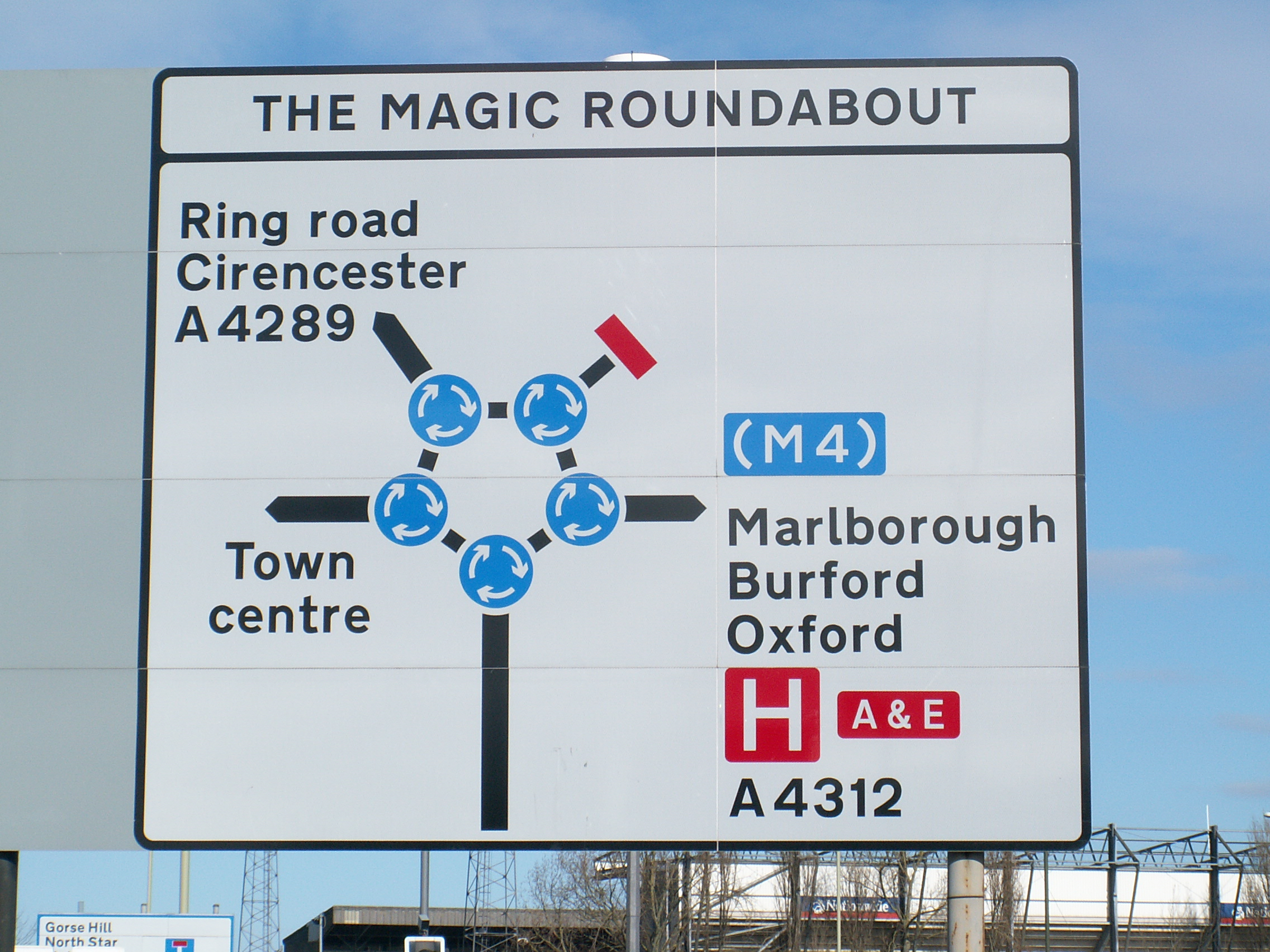
Segnaletica stradale sulla Magic Roundabout nella B4289

La Magic Roundabout (che in lingua inglese significa rotatoria magica) è un'intersezione stradale di Swindon (Regno Unito) dove sono presenti cinque mini-rotatorie, disposte attorno a una sesta mega-rotonda centrale.

## L'idea
La Magic Roundabout fa scorrere il traffico in ambo le direzioni intorno all'isola centrale. Il nome deriva dalla popolare serie televisiva per bambini, The Magic Roundabout, con l'aggettivo «Magic» che sta ad indicare la capacità dell'intersezione di accogliere entrambi i sensi di marcia.
Questo risultato si ottiene anteponendo una mini-rotatoria a ogni uscita. Il guidatore, per raggiungere la strada desiderata, può percorrere la rotonda sia in senso orario (procedendo lungo le corsie esterne) che in senso antiorario (procedendo per quelle interne). La Magic Roundabout, dunque, offre molteplici percorsi disponibili; ciononostante, numerosi autisti reputano questo sistema ostile, tanto che molti preferiscono percorrere lunghe distanze pur di evitarlo.
Nonostante la Magic Roundabout sia stata introdotta a Swindon, nel Wiltshire (con 5 rotonde/uscite), ve ne sono altre a Hemel Hempstead (Hertfordshire), con sei rotonde/uscite; a High Wycombe (Buckinghamshire), a Denham (Buckinghamshire), a Colchester (Essex), a Tamworth (Staffordshire) e a Londra, nel quartiere di Hounslow.

## Descrizione

Mappa della rotonda

Il raccordo offre percorsi multipli tra strade secondarie. Il percorso più esterno capta il traffico in senso orario, come in una normale rotonda (ma questo solo nei paesi dove vige la guida a sinistra), il che lo rende preferibile agli autisti meno abili. Nel percorso interno, al contrario, la circolazione stradale scorre in senso antiorario.
La Magic Roundabout, progettata da Frank Blackmore, venne aperta alla circolazione su strada nel 1972. All'inaugurazione il nome originale era «The County Island», con un evidente richiamo al contiguo County Ground, sede del Swindon Town Football Club; questo toponimo venne tuttavia sostituito negli anni ottanta con quello attuale, che (come già accennato) è estratto da un cartone animato che si chiamava proprio The Magic Roundabout.
Sono presenti numerosi sondaggi che hanno eletto la rotonda «la peggiore del Regno Unito», se non «del mondo». Tuttavia, nonostante sia emersa una notevole resistenza da parte del pubblico (certamente confuso, tanto che in origine vennero insediati dei vigili per direzionare i flussi), il raccordo è stato complessivamente un successo. Infatti, è la rotonda più efficace fra quelle proposte in principio, e anche quella più sicura, dal momento che il traffico scorre troppo lentamente per causare danni seri in caso di collisione.